# 60558 Echeclus
60558 Echeclus este o planetă minoră (asteroid), cu un diametru de 59 km, din Centaur. A fost descoperită pe 3 martie 2000 la Observatorul Național Kitt Peak de Spacewatch și a fost numită după Echeclus⁠(d). 
Obiectul prezintă o orbită caracterizată de o semiaxă mare de 10,757934601221 UAi, o excentricitate de 0,456, o înclinație de 4,342 ° în raport cu ecliptica.